# Komitat Maros-Torda
Komitat Maros-Torda (węg. Maros-Torda vármegye, rum. Comitatul Mureș-Turda) – komitat Królestwa Węgier, leżący na terenie Siedmiogrodu. W 1910 roku liczył 253 222 mieszkańców, a jego powierzchnia wynosiła 4169 km². Jego stolicą było Marosvásárhely.
Graniczył z komitatami Beszterce-Naszód, Csík, Kis-Küküllő, Kolozs, Torda-Aranyos i Udvarhely.
W wyniku podpisania traktatu w Trianon w 1920 roku obszar komitatu znalazł się w granicach Królestwa Rumunii. Na mocy decyzji drugiego arbitrażu wiedeńskiego (1940) Rumunia utraciła go na rzecz Węgier. W 1944 roku Rumuni odzyskali nad nim faktyczną kontrolę. Pokój paryski (1947) pozwolił ostatecznie na jego formalny powrót w granice Rumunii.